# David Boykett
David Herbert Boykett, avstralski veslač, * 19. avgust 1934, † 10. februar 2016.
Boykett je za Avstralijo nastopil kot veslač v osmercu, ki je na Poletnih olimpijskih igrah 1956 v Melbournu osvojil bronasto medaljo. 
Osem let kasneje je nastopil tudi na Poletnih olimpijskih igrah 1964, kjer je avstralski osmerec osvojil osmo mesto. 